# Nolisair

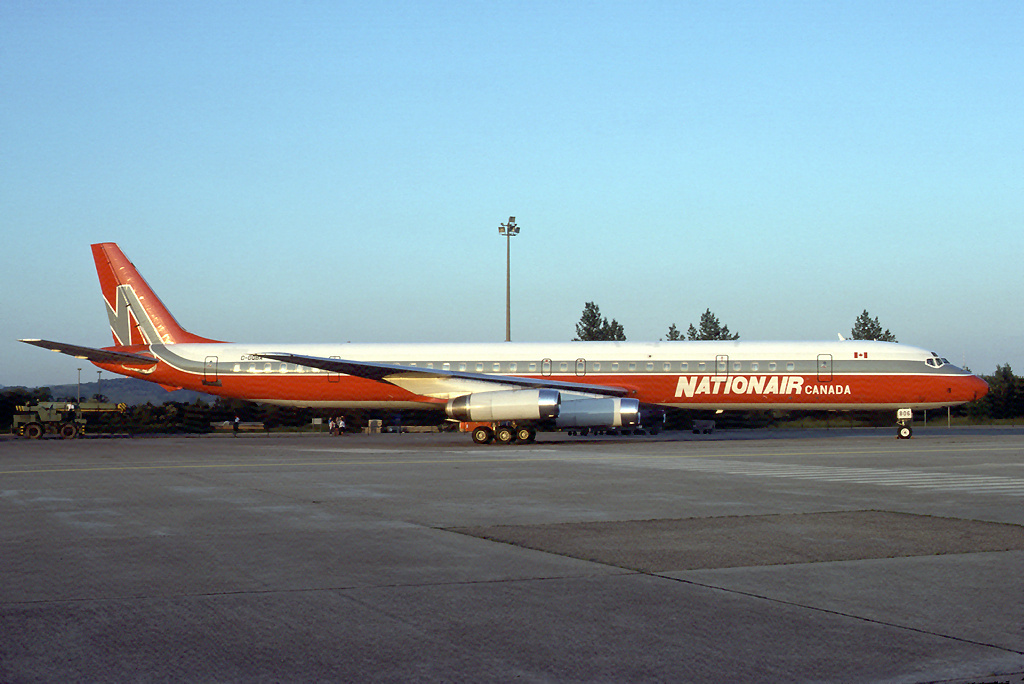
Літак Douglas DC-8-63 авіакомпанії Nationair Canada в 1987 році в базельському аеропорту Базель-Мюлуз-Фрайбург у старій лівреї.

Nolisair була канадською авіакомпанією, материнською компанією Nationair Canada,  і Technair, компанії з обслуговування літаків. Власником компанії був Роберт Обадія. Штаб-квартира була розташована в будівлі Nationair Canada на території міжнародного аеропорту Монреаль-Мірабель у Мірабелі, Квебек.  Авіакомпанія, що базується в США з подібною назвою, Nations Air, працювала в середині і наприкінці 1990-х років.

## Аварії та катастрофи

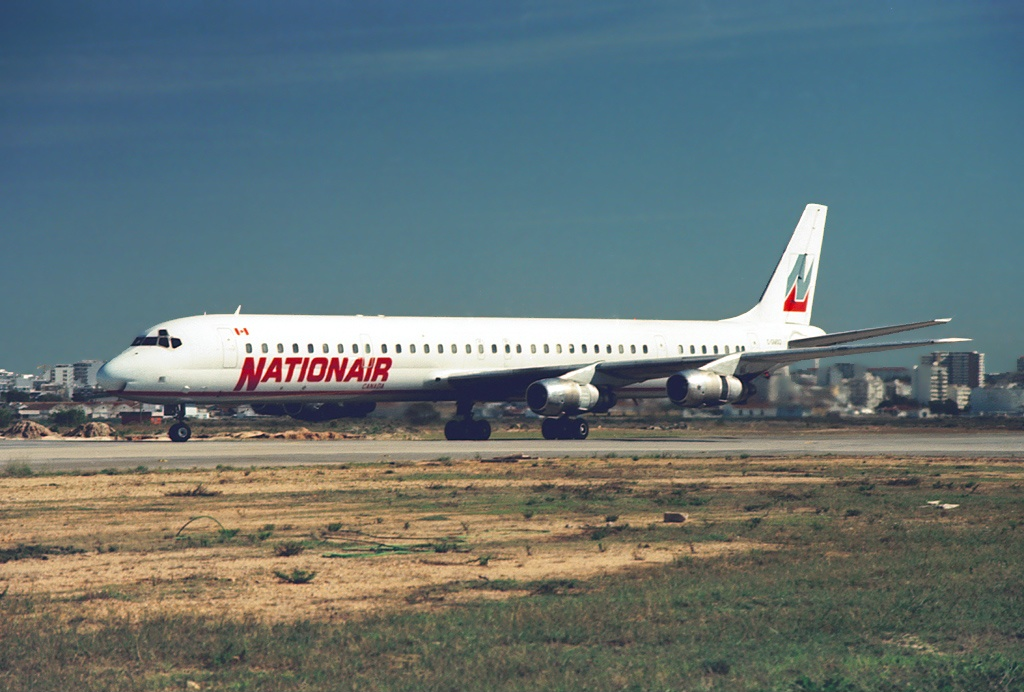
Літак, що виконував Nigeria Airways Flight 2120, за 2 роки до інциденту в аеропорті Фару (Фару, Португалія).

- 11 липня 1991 року літак Douglas DC-8-60 виконував чартерний рейс WT2120[en] для нігерійської авіакомпанії Nigeria Airways[en] і віз паломників з Нігерії додому. Літак летів за маршрутом Джидда - Сокото, але під час розгону по ЗПС міжнародного аеропорту Джидди імені Короля Абдул-Азіза сталося займання недодутої шини лівого шасі. В зв‘язку з цим літак загорівся в польоті. Пілоти екстрено розвернули літак назад в аеропорт вильоту, але літак впав в 2,8 км від аеропорту Джидди. Загинули всі, хто знаходилися на борту 261 особа.